# Französische Post in China

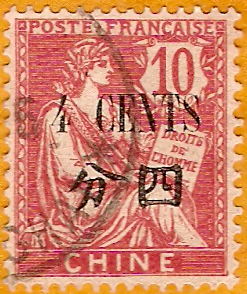
Briefmarke der französischen Post in China, verwendet um 1912 in Shanghai

Die Französische Post in China bestand von 1862 bis 1922. Die französische Post richtete Auslandspostämter im Kaiserreich China ein, nachdem durch die Pekinger Konvention europäischen Staaten weitgehende Rechte in den sogenannten Vertragshäfen eingeräumt wurden. Die Post nahm Sendungen ausländischer, vor allem französischer, Konsularbeamter, Händler, Missionare und Reisender nach Europa, europäischen Kolonien oder anderen Vertragshäfen an. Zwar stand die Post auch Einheimischen offen, ein innerchinesischer Postdienst außerhalb der Vertragshäfen wurde jedoch nicht betrieben. Obwohl in China ab 1896, mit der Einrichtung eines staatlichen chinesischen Postdienstes, ein Postmonopol errichtet wurde, konnten die europäischen Mächte ihre Postdienste aufgrund der Bestimmungen in den „Ungleichen Verträgen“ weiter ausbauen.
Der französische Postdienst war regional zweigeteilt, Postämter im Norden und Nordosten Chinas unterstanden direkt der französischen Post, im Süden waren die Postämter dem Postwesen Französisch-Indochinas angegliedert. 
Eine Sonderstellung nahm das Territorium Kouang-Tchéou-Wan ein, das Frankreich 1898 für 99 Jahre vom Kaiserreich China gepachtet hatte. Da das Pachtgebiet dem Generalgouverneur von Französisch-Indochina unterstellt war, wurde auch das dortige Postamt der Post Indochinas unterstellt.
Die Schreibweise der Ortsnamen erfolgt gemäß der zeitgenössischen französischen Umschrift, wie sie auf postalischen Belegen, Stempeln und Briefmarken-Aufdrucken zu finden ist.

## Geschichte

### Französische Postämter in Nordchina
Das erste Postamt wurde 1862 vom französischen Konsulat in Schanghai eröffnet. Zur Verwendung kamen bis 1894 zeitgenössische französische Briefmarken, die mit einem Punktrhombenstempel mit der Nummer 5104 entwertet wurden. Derartig entwertete Marken sind gesucht und deutlich wertvoller, als gleiche Marken mit Stempeln französischer Orte. Bis 1877 kostete der Versand eines Brief in die französischen und britischen Kolonien in Fernost 60 Centimes pro 7,5 Gramm. Der Tarif wurde danach auf 50 Centimes gesenkt.
Das zweite Postamt wurde im März 1889 in Tientsin eröffnet, weiter Postämter folgten in Cheefoo und Hankow (November 1898), Peking (Dezember 1900), Amoy (November 1902), sowie in Foochow und Ningpo (Oktober 1902). Die Postämter standen in allen Orten in Konkurrenz mit britischen, deutschen oder kaiserlich russischen Auslandspostämtern.
Ab 1894 wurden französische Briefmarken durch Marken mit dem Aufdruck Chine ersetzt. 1901 wurden auch provisorische Portomarken durch Aufdruck A PERCEVOIR in Peking hergestellt und bis 1907 verwendet. 1902 erfolgte der Druck von Briefmarken mit der Landesbezeichnung Chine. Ab 1907 wurden die Briefmarken nicht mehr gegen französische Franc, sondern gegen die in China geläufige Silberwährung (Handelspiaster) verkauft, wodurch entsprechende Überdrucke mit neuer Währungsangabe notwendig wurden.
Alle Postämter wurden am 31. Dezember 1922 geschlossen.

### Französisch-indochinesische Post in Südchina

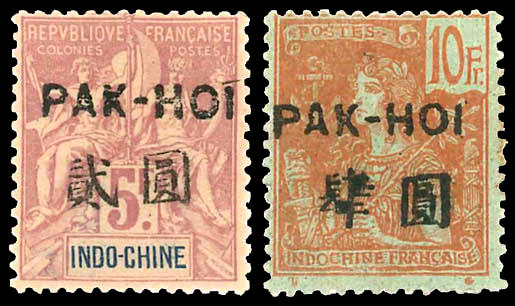
Marken mit Aufdruck von Pak-Hoi

In den südlichen Regionen Chinas organisierte die Post der französischen Kolonie Indochina die Postämter in Mongtze (Januar 1900, später Mong-Tseu geschrieben), Yunnansen, dem späteren Yunnanfu (Februar 1900), Hoi Hao (Mai 1900), Canton (ab Juni 1901) sowie Tchongking und Pakhoi (Februar 1902). Es kamen in den Postämtern zwischen 1902 und 1905 Marken Französisch-Indochinas mit zweizeiligem Aufdruck „CHINE“ und der Wertangabe in chinesischen Schriftzeichen zur Verwendung. Danach verwendete man wie schon 1901 in Canton und Hoi Hao Briefmarken Französisch-Indochinas, die einen Aufdruck der Ortsnamen mit lateinischen  Schriftzeichen und chinesischen Wertangaben erhalten hatten. Bis 1918 wurden die Briefmarken gegen französische Währung verkauft, danach folgte die Umstellung auf den silbernen Handelspiaster, wodurch neue Wertaufdrucke notwendig wurden. Diese Aufdruckserien der verschiedenen Postämter bildeten die letzten Briefmarken, da alle Postämter am 31. Dezember 1922 geschlossen wurden.

### Pachtgebiet Kouang-Tchéou-Wan

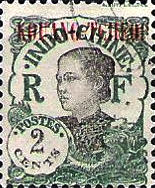
Marke für das Pachtgebiet Kouang-Tchéou

Kouang-Tchéou-Wan, das heutige Guangzhouwan, war 1898 für 99 Jahre von Frankreich gepachtet worden und diente als Marinebasis und Versorgungsstation. Das Postamt wurde im Jahre 1900 eröffnet, wobei zunächst Marken von Französisch-Indochina und ab 1901 französisch-indochinesische Marken der allgemeinen Ausgabe für China verwendet wurden. Die ersten Briefmarken mit Aufdruck des Ortsnamens (verkürzt zu Kouang-Tchéou) wurden erst 1906 ausgegeben und bestanden wie bei den übrigen Postämtern in Südchina aus Marken Französisch-Indochinas mit einem in Hanoi aufgebrachten, zweizeiligen Aufdruck, der oben den Ortsnamen in lateinischen Schriftzeichen und unten die Wertangabe in chinesischen Schriftzeichen aufweist. Das Pachtgebiet blieb auch nach 1922 unter französischer Kontrolle. 1939 verausgabte das Postamt Sonderausgaben zur Weltausstellung in New York und zum 150. Jahrestag der Französischen Revolution. Im Jahre 1940 nach dem deutschen Einmarsch in Frankreich riss die Verbindung mit dem Mutterland ab, es wurden allerdings noch einige Sonder- und Freimarken am Sammlerschalter in Paris verkauft, die nicht mehr verwendet werden konnten. Frankreich trat das Pachtgebiet 1943 wieder an China ab und schloss das Postamt.